# داروی انانتیوپیور
یک داروی انانتیوپیور (به انگلیسی: Enantiopure drug) دارویی است که در یکی از شکل‌های انانتیومر در دسترس است. بیشتر مولکول‌های زیستی (پروتئین‌ها، قندها و غیره) فقط در یکی از اشکال کایرال وجود دارند، بنابراین انانتیومرهای مختلف یک مولکول دارویی کایرال به طور متفاوتی به گیرنده‌های هدف متصل می‌شوند(یا اصلاً متصل نمی‌شوند). یکی از انانتیومرهای یک دارو ممکن است اثر مفید و مطلوبی داشته باشد در حالی که دیگری ممکن است باعث عوارض جانبی جدی و نامطلوب یا حتی گاهی اثرات مفید اما کاملاً متفاوت داشته باشد. پیشرفت در فرایندهای شیمیایی صنعتی باعث شده‌است که تولیدکنندگان دارو بتوانند داروهایی را که در ابتدا به صورت یک مخلوط راسمیک به بازار عرضه شده را به صورت انانتیومرهای منفرد به بازار عرضه کنند. به صورت موردی، سازمان غذا و داروی آمریکا (FDA) اجازه داده‌است انانتیومرهای منفرد برخی از داروها با نامی متفاوت از مخلوط راسمیک به بازار عرضه شوند.

## نمونه‌ها
در جدول زیر، داروی‌هایی که به دو شکل راسمیک و تک انانتیومر در بازار موجود می‌باشند، بیان شده‌است.
| مخلوط راسمیک                                               | اناتیومر منفرد                    |
| ---------------------------------------------------------- | --------------------------------- |
| آملودیپین (Norvasc)                                        | لوآملودیپین (EsCordi Cor)         |
| آمفتامین (Benzedrine)                                      | دگزامفتامین (Dexedrine)           |
| بوپیواکائین (Marcain)                                      | لووبوپیواکائین (Chirocaine)       |
| ستیریزین (Zyrtec / Reactine)                               | لووستیریزین (Xyzal)               |
| کلرفنیرامین (INN) Chlorpheniramine (USAN) (Chlor-Trimeton) | دکسکلرفنیرامین (Polaramine)       |
| سیتالوپرام (Celexa / Cipramil)                             | اس‌سیتالوپرام (Lexapro / Cipralex) |
| فنفلورامین (Pondimin)                                      | Dexfenfluramine (Redux)           |
| فورموترول (Foradil)                                        | آرفورموترول (Brovana)             |
| ایبوپروفن (Advil / Motrin)                                 | دکس‌ایبوپروفن (Seractil)           |
| کتامین (Ketalar)                                           | اسکتامین (Ketanest S)             |
| کتوپروفن (Actron)                                          | دکس‌کتوپروفن (Keral)               |
| متیل‌فنیدات (Ritalin)                                       | دکس‌متیل‌فنیدات (Focalin)           |
| میلناسیپران (Ixel / Savella)                               | لوومیلناسیپران (Fetzima)          |
| مدافینیل (Provigil)                                        | آرمودافینیل (Nuvigil)             |
| افلوکساسین (Floxin)                                        | لووفلوکساسین (Levaquin)           |
| امپرازول (Prilosec)                                        | اس‌امپرازول (Nexium)               |
| سالبوتامول (Ventolin)                                      | لووسالبوتامول (Xopenex)           |
| Zopiclone (Imovane / Zimovane)                             | اس‌زوپیکلون (Lunesta)              |